# كأس المعارض الأوروبية 1970–71
كأس المعارض الأوروبية 1970–71 هو الموسم 13 من  كأس المعارض الأوروبية. أقيم بتاريخ 16 سبتمبر 1970، وكان عدد الأندية المشاركة فيه  64، وفاز فيه Leeds United (disambiguation) ‏.

## نتائج الموسم
| المركز | فريق         | لعب | ف | ت | خ | له | عليه | ف.أ | نقاط | ملاحظة |
| ------ | ------------ | --- | - | - | - | -- | ---- | --- | ---- | ------ |
|        | ليدز يونايتد |     |   |   |   |    |      |     |      |        |